# Дубровка (станція метро)
«Дубро́вка» (рос. Дубровка) — 161-ша станція Московського метрополітену, розташована на Люблінсько-Дмитровській лінії між станціями «Крестьянська застава» і «Кожуховська». Відкрита 11 грудня 1999 року на діючій дільниці між станціями «Крестьянська застава» та «Кожуховська». Назва станції походить від однойменній місцевості. Проєктна назва — Шарикопідшипниковська.
«Дубровка» є однією з перших станцій метро колонно-стінового типу в Московському метрополітені. Крім того, за таким проєктом також побудовано декілька станцій, які розташовані на Люблінській-Дмитровській лінії: «Крестьянська застава», «Трубна», «Достоєвська».

## Технічні характеристики
Конструкція станції — колонно-стінова трисклепінна глибокого закладення. Станція була споруджена за новим проєктом, без підплатформових приміщень, її колони й колійні стіни спираються на монолітну залізобетонну плиту. Глибина закладення — 62 м.

## Колійний розвиток
Станція з колійним розвитком — 3 стрілочних переводи та 1 станційна колія для обороту та відстою рухомого складу.
За станцією у напрямку від центру розташований одноколійний оборотний тупик, що використовується для обороту поїздів.

Схема колійного розвитку станції

## Оздоблення

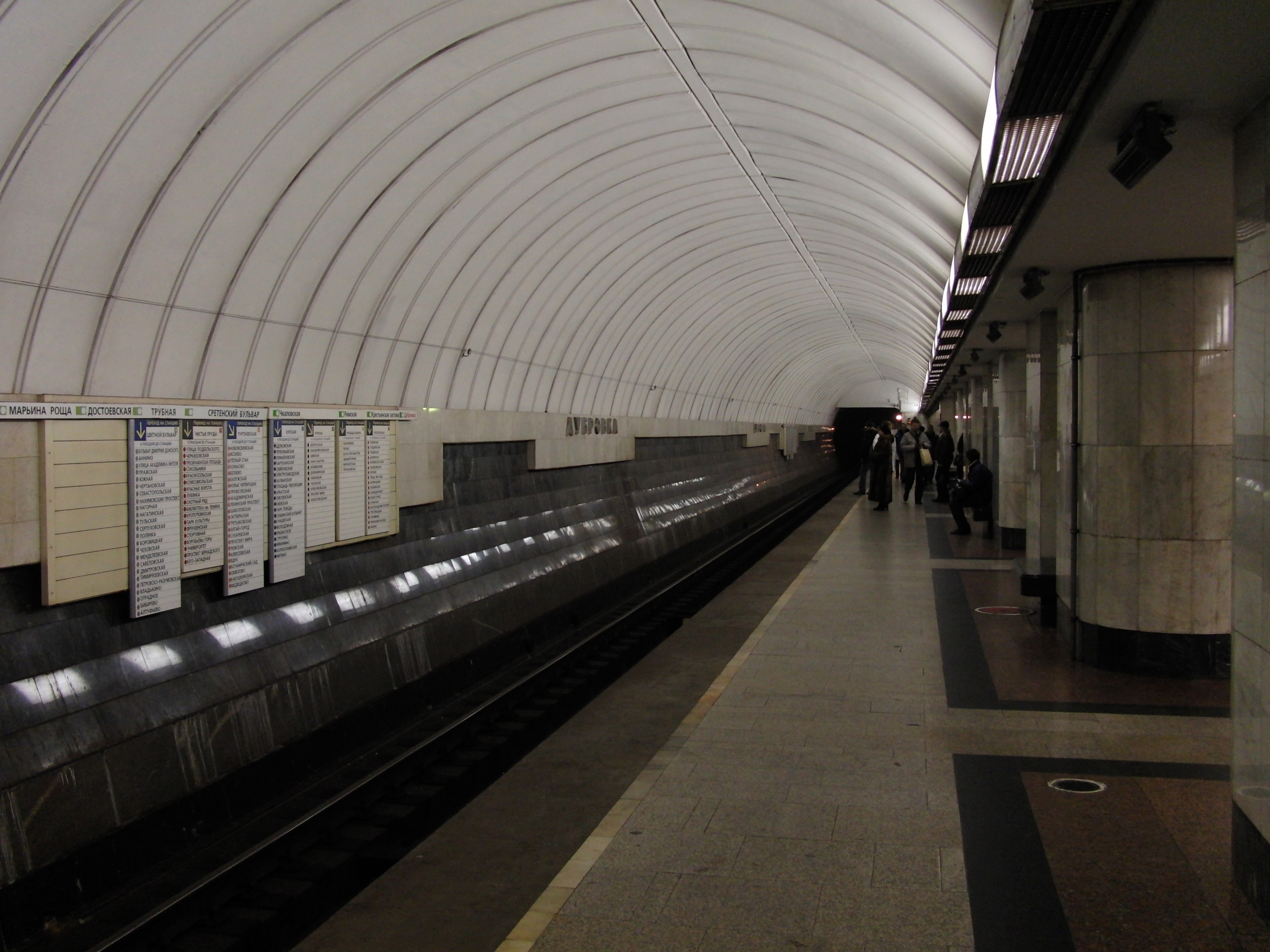
Платформа станції «Дубровка»

Колійні стіни, а також колони-стіни між центральним залом і платформами облицьовані світлим мармуром. Підлогу викладено сірим, червоним і чорним гранітом. Для освітлювання станції використовані світловоди оригінальної конструкції. У північному торці центрального залу розташоване мозаїчне панно (художник — Зураб Церетелі).

## Пересадки
На станції є можливість пересадки на:
- станцію МЦК  «Дубровка»;
- автобуси № 766, c799;
- трамваї № 12, 43

## Цікавий факт
Станція «Дубровка» тривалий час була не відкрита на вже діючій лінії. Щоб впоратися з потужними пливунами, через які повинен був пройти ескалаторний нахил, було застосувано штучне заморожування, але проморозити ґрунт так і не вдалося через скидання гарячої води під землю на Шарикопідшипниковому заводі. І лише коли завод остаточно припинив діяльність, роботу на станції вдалося завершити.